# Pinaccia
Il termine pinaccia ha indicato in varie epoche una imbarcazione di dimensioni variabili. Si presume che l'etimologia del termine derivi dal latino pinus, cioè pino, ad indicare il legno preferibilmente usato per la costruzione.
Nell'antichità il termine ha indicato genericamente ogni sorta di piccolo battello a vela.

## Sedicesimo secolo
La pinaccia è stata una piccola imbarcazione mercantile del XVI - XVII secolo.
Era caratterizzata da una grande manovrabilità, e lo scarso equipaggio (20-30 uomini) ne riduceva i costi di manutenzione.
Dati tecnici:
- Lunghezza: dai 20 ai 25 metri
- Larghezza: dai 5 agli 8 metri
- Pescaggio: 5 metri
- N° cannoni: da 2 a 10
- Capacità di carico: 60 tonnellate

Imbarcazioni di questo tipo vennero utilizzate anche dai pirati come navi di riserva, e dalle potenze europee del XVI secolo come navi militari di prima linea.

## Diciottesimo e diciannovesimo secolo
Una delle definizioni corrisponde ad una imbarcazione di servizio in uso sulle navi britanniche a vela del XVIII e XIX secolo con 6-8 remi; successivamente ha indicato anche una lancia a vapore usata come tender. Analogamente alla barcaccia, la pinaccia era la più grossa delle imbarcazioni di servizio di una nave, intendendo per nave la definizione di veliero con tre alberi a vele quadre, o comunque di notevole stazza.